# Organización Nacional de los Malayos Unidos
La Organización Nacional de los Malayos Unidos (en inglés: United Malays National Organisation; en malayo: Pertubuhan Kebangsaan Melayu Bersatu; en jawi: ڤرتوبوهن کبڠساءن ملايو برساتو) es un partido político conservador de Malasia que, liderando una amplia coalición de centroderecha conocida como Barisan Nasional (Frente Nacional), domina la vida política malaya desde su concepción como estado. Cada uno de los seis primeros ministros de Malasia ha sido miembro de la UMNO.
Los objetivos declarado de UMNO son defender las aspiraciones del nacionalismo malayo y la dignidad de raza, religión y país. El partido también aspira a proteger la cultura malaya como cultura nacional y defender y expandir el Islam a través de Malasia. Sin embargo, durante su largo gobierno ha mantenido políticas habitualmente seculares.

## Resultados electorales
|  | 58.91 % |

|  | 35.75 % |

|  | 38.10 % |

|  | 28.53 % |

|  | 24.90 % |

|  | 32.61 % |

|  | 33.05 % |

|  | 31.06 % |

|  | 30.40 % |

|  | 36.88 % |

|  | 30.62 % |

|  | 35.69 % |

|  | 29.33 % |

|  | 29.45 % |

|  | 21.10 % |